# Hil Yesenia Hernández Escobar
Hil Yesenia Hernández Escobar, thường được gọi là Hil Hernández, là một nữ hoàng sắc đẹp của Chile và Hoa hậu Trái Đất 2006.

## Tiểu sử
Cô sinh năm 1984 tại thành phố Castro, Chile.
Hil Yesenia Hernández Escobar cao 1.8 m, có đôi mắt đen và tóc đen.
Năm 2004, cô đại diện cho Chile tại cuộc thi Hoa hậu Người mẫu Thế giới và lọt vào vòng bán kết. Ngoài ra cô còn tham dự các cuộc thi Hoa hậu Thế giới Chile 2003 (lọt vào vòng chung kết) và Hoa hậu Trái Đất Chile 2004 (đoạt Á hậu 1). Những thành tích trên đã đưa cô tới cuộc thi Hoa hậu Trái Đất 2006 và giành chiến thắng.

## Hoa hậu Trái Đất
Vào ngày 26 tháng 11 năm 2006, cô đã xuất sắc vượt qua 81 thí sinh để đăng quang Hoa hậu Trái Đất 2006. Cô là cô gái Chile đầu tiên đoạt danh hiệu này.
Trong suốt khuôn khổ cuộc thi, cô được đánh giá là ứng cử viên nặng ký cho ngôi vị Hoa hậu vì cô sở hữu một gương mặt thiên thần rất dễ mến cùng phong thái trinh diễn, các bước catwalk hoàn hảo. Chiến thắng của cô cũng giúp nâng vị thế của Chile tại cuộc thi này khi vào năm 2005, Nataly Chilet dừng chân ở Top 8.
|  |  |